# Bernard Murat (metteur en scène)
Pour les articles homonymes, voir Bernard Murat et Murat.
Bernard Murat est un metteur en scène, acteur, réalisateur et scénariste français né le 24 novembre 1941 à Oran (département d'Oran, Algérie).
Il est directeur du théâtre Édouard-VII de 2001 à 2017. Il a également participé à de nombreux doublages entre les années 1960 et 1990.

## Biographie
Né à Oran, Bernard Murat est issu de la bourgeoisie d'Afrique du Nord. Son grand-père a été maire d’Alger de 1944 à 1947. Son père est docteur en droit, diplômé en sciences politiques, et banquier. Intellectuel socialiste proche de Pierre Mendès France, il meurt d'une crise cardiaque alors que son fils Bernard n'a que 13 ans,.
En 1956, il quitte Alger pour Paris et découvre le théâtre. À la fin des années 1950, comme l'ont fait avant lui de nombreux acteurs débutants, Bernard Murat intègre la compagnie du Théâtre du petit Jacques, dirigée par Antonin Baryel et, dans Les Aventures de Bidibi et Banban, il tient le rôle de Banban. Élève du Centre d'art dramatique de la rue Blanche, classe de Berthe Bovy, puis du Conservatoire national supérieur d'art dramatique, classe de Robert Manuel, il se tourne très tôt vers la direction d'acteurs. De 1960 à 1962, il est ainsi assistant de Jacques Charon pour les spectacles classiques au théâtre des Bouffes-Parisiens. Militant socialiste puis communiste, il rejoint le courant lambertiste en 1968 lorsque, révulsé par la guerre d'Algérie, à laquelle il doit participer dans un régiment d'infanterie, il ne croit plus dans les partis traditionnels.
Vers la fin des années 1960, il fait ses débuts dans l'univers du doublage, prêtant sa voix à bon nombre d'acteurs comme Woody Allen, Al Pacino, Ryan O'Neal, Bill Murray dans les deux films SOS Fantômes, ou encore Bruce Lee. Il renonce à ce domaine au début des années 1990 mais double une ultime fois Allen dans le film d'animation Fourmiz.
Sa carrière de metteur en scène débute en 1985 avec Tailleur pour dames de Georges Feydeau, adapté par Jean Poiret. Le rôle principal est tenu par Pierre Arditi, avec lequel il noue une amitié fidèle. Murat reçoit pour son travail le prix Dominique, renouvelé l'année suivante avec Deux sur la balançoire de William Gibson, avec Nicole Garcia et Jean-Louis Trintignant.
Cette reconnaissance lui donne l'occasion de travailler avec les plus grands comédiens, dont la réunion sur scène fait régulièrement évènement : Nicole Garcia, Bernard Giraudeau, Jean Poiret, Daniel Auteuil, Michèle Morgan, André Dussollier, Isabelle Huppert, Jane Birkin, Ludmila Mikaël, Gérard Desarthe, Sophie Marceau, Jean-Paul Belmondo, Jean-Pierre Marielle, Patrick Chesnais, Muriel Robin, Fanny Ardant, Niels Arestrup, Philippe Noiret, Michel Bouquet, Alain Delon, Robert Hirsch, Michel Leeb, Jean Reno, Carole Bouquet, Emmanuelle Devos, ou encore Sylvie Testud. Certains ont fait avec lui leur retour sur scène ; d'autres, comme Emmanuelle Béart, Charlotte Rampling et Jean Dujardin, jouent au théâtre pour la première fois.
Il sert les auteurs les plus variés, de Marivaux à David Hare en passant par Harold Pinter, Marguerite Duras, Luigi Pirandello, Jean-Claude Carrière et Sacha Guitry. De là, l'adaptation des mises en scène de La Jalousie (avec Michel Piccoli et Anne Brochet), Mon père avait raison (avec Claude et Alexandre Brasseur) et Faisons un rêve (avec Pierre Arditi, Clotilde Courau et Martin Lamotte), ainsi que Désiré au cinéma.
Directeur du théâtre des Mathurins de 2003 à 2005, Bernard Murat dirige le théâtre Édouard-VII à Paris de 2001 à 2017. De 2011 à 2019, il préside le Syndicat national des directeurs et tourneurs du théâtre privé.
En mai 2012, il s'associe à 360 personnalités de la culture pour appeler à voter François Hollande.
En décembre 2023, il est signataire de la tribune controversée N'effacez pas Gérard Depardieu visant notamment à défendre la présomption d'innocence de Gérard Depardieu, alors accusé de viol, agression sexuelle et harcèlement sexuel.

## Théâtre

### En tant que comédien
- 1960 : Les Femmes savantes de Molière, mise en scène Jacques Charon, théâtre des Bouffes-Parisiens
- 1961 : Tchin-Tchin de François Billetdoux, théâtre Montparnasse
- 1962 : Adorable Julia de Marc-Gilbert Sauvajon et Guy Bolton d'après Somerset Maugham, théâtre Sarah-Bernhardt
- 1963 : Lorenzaccio d'Alfred de Musset, mise en scène Raymond Rouleau, théâtre Sarah-Bernhardt
- 1964 : La Tragédie de la vengeance d'après Cyril Tourneur, mise en scène Francis Morane et Jean Serge, théâtre Sarah-Bernhardt
- 1964 : Le Trèfle fleuri de Rafael Alberti, mise en scène Pierre Debauche, Espace Daniel-Sorano (Vincennes)
- 1965 : La Surprise de l'amour de Marivaux, mise en scène Yves Gasc, théâtre de l'Ambigu
- 1965 : Du vent dans les branches de sassafras de René de Obaldia, mise en scène René Dupuy, théâtre Gramont
- 1968 : Après la pluie de John Bowen, mise en scène René Dupuy, théâtre de l'Athénée-Louis-Jouvet
- 1969 : Le monde est ce qu'il est d'Alberto Moravia, mise en scène Pierre Franck, théâtre des Célestins puis théâtre de l'Œuvre
- 1969 : La Fille de Stockholm d'Alfonso Leto, mise en scène Pierre Franck, théâtre de l'Œuvre
- 1969 : La Puce à l'oreille de Georges Feydeau, mise en scène Jacques Charon, théâtre Marigny
- 1970 : Le Soir du conquérant de Thierry Maulnier, mise en scène Pierre Franck, théâtre Hébertot
- 1970 : Naïves Hirondelles de Roland Dubillard
- 1973 : La Cage aux folles de Jean Poiret, mise en scène Pierre Mondy, théâtre du Palais-Royal, dans le rôle de Zorba
- 1973 : L'Homme en question de Félicien Marceau, mise en scène Pierre Franck, théâtre de l'Atelier
- 1976 : Pique-Soleil d'Alan Rossett, mise en scène Stephan Meldegg, théâtre La Bruyère
- 1978 : Grand-peur et misère du IIIe Reich de Bertolt Brecht, mise en scène Jean-François Prévand, théâtre de la Plaine puis studio des Champs-Elysées
- 1979 : Audience et Vernissage de Václav Havel, mise en scène Stephan Meldegg, Festival d'Avignon puis théâtre de l'Atelier
- 1981 : Si jamais je te pince, j'invite le Colonel d'après Eugène Labiche, mise en scène Jean-François Prévand, théâtre Fontaine
- 1982 : Lili Lamont d'Arthur Whithney, mise en scène René Dupuy, théâtre Fontaine
- 1983 : Des jours et des nuits d'Harold Pinter, mise en scène François Marthouret, théâtre de la Gaîté-Montparnasse
- 1985 : Hamlet de William Shakespeare, mise en scène François Marthouret, ?
- 1987 : L'Idée fixe de Paul Valéry, mise en scène Bernard Murat, théâtre Hébertot
- 2005 : Amitiés sincères de François Prévôt-Leygonie et Stephan Archinard, mise en scène Bernard Murat, théâtre Édouard-VII
- 2007 : L'Idée fixe de Paul Valéry, mise en scène Bernard Murat, théâtre Édouard-VII
- 2009 : L'Éloignement de Loleh Bellon, mise en scène Bernard Murat, théâtre Édouard-VII
- 2017 : La Vraie vie de Fabrice Roger-Lacan, mise en scène Bernard Murat, théâtre Édouard-VII
- 2022 : Cellule 107 de Robert Badinter, mise en scène Bernard Murat, théâtre Antoine

### En tant que metteur en scène
- 1985 : Tailleur pour dames de Georges Feydeau adapté par Jean Poiret, avec Pierre Arditi, théâtre des Bouffes-Parisiens - prix Dominique de la mise en scène
- 1985 : Deux sur la balançoire de William Gibson adapté par Jean-Loup Dabadie, avec Nicole Garcia et Jacques Weber, théâtre de l'Atelier - prix Dominique de la mise en scène
- 1986 : La Répétition ou l'Amour puni de Jean Anouilh, avec Bernard Giraudeau, Anny Duperey, Pierre Arditi et Emmanuelle Béart[8], théâtre Édouard-VII
- 1986 : Les Clients de Jean Poiret, avec Jean Poiret et Françoise Fabian, théâtre Édouard-VII
- 1987 : Un pour la route d'Harold Pinter, Comédie-Française au festival d'Avignon
- 1987 : Une sorte d'Alaska d'Harold Pinter, Comédie-Française au festival d'Avignon
- 1987 : Victoria Station d'Harold Pinter, Comédie-Française au festival d'Avignon
- 1987 : Deux sur la balançoire de William Gibson adapté par Jean-Loup Dabadie, avec Nicole Garcia et Jean-Louis Trintignant, théâtre de la Madeleine
- 1987 : L'Éloignement de Loleh Bellon, avec Macha Méril et Pierre Arditi, théâtre de la Gaîté-Montparnasse
- 1987 : Autres Horizons d'Harold Pinter, avec Michel Aumont et Claude Winter, Comédie-Française au festival d’Avignon (entrée au répertoire) puis au théâtre Montparnasse
- 1987 : L'Idée fixe de Paul Valéry, avec Pierre Arditi et Bernard Murat, théâtre Hébertot
- 1988 : Une femme sans histoire d'Albert Ramsdell Gurney, d’après une nouvelle de John Cheever, avec Michèle Morgan, Comédie des Champs-Élysées
- 1988 : La Double Inconstance de Marivaux, avec Daniel Auteuil et Emmanuelle Béart, théâtre de l'Atelier et festival d'Anjou
- 1989 : Les Caprices de Marianne d'Alfred de Musset, avec André Dussollier, théâtre Montparnasse
- 1989 : Pièce détachée d'Alan Ayckbourn adapté par Danièle Thompson, avec Gérard Lanvin et Marie-Anne Chazel, théâtre de la Michodière
- 1989 : Un mois à la campagne de Tourguéniev, avec Isabelle Huppert et François Marthouret, théâtre Édouard-VII
- 1990 : Le Plaisir de rompre et Le Pain de ménage de Jules Renard, avec Bernard Giraudeau et Anny Duperey, Comédie des Champs-Élysées
- 1991 : La Dame de chez Maxim de Georges Feydeau, avec Christian Clavier, Marie-Anne Chazel, théâtre Marigny
- 1992 : Nina d'André Roussin, avec Adriana Asti au théâtre Elyseo (Rome) et tournée en Italie, puis avec Darry Cowl, théâtre de la Gaîté-Montparnasse
- 1992 : L'Aide-mémoire de Jean-Claude Carrière, avec Fanny Ardant et Bernard Giraudeau puis Jane Birkin et Pierre Arditi, Comédie des Champs-Élysées
- 1992 : Célimène et le Cardinal de Jacques Rampal, avec Ludmila Mikael et Gérard Desarthe, théâtre de la Porte-Saint-Martin
- 1993 : Pygmalion de George Bernard Shaw, avec Sophie Marceau et Lambert Wilson, théâtre Hébertot
- 1993 : Tailleur pour dames, de Georges Feydeau, avec Jean-Paul Belmondo, Philippe Khorsand et Béatrice Agenin, théâtre de Paris
- 1993 : Célimène et le Cardinal de Jacques Rampal, avec Ludmila Mikael et Didier Sandre, théâtre Montparnasse
- 1994 : Le Retour d'Harold Pinter, avec Jean-Pierre Marielle et Marie Trintignant, théâtre de l'Atelier
- 1994 : On purge bébé et Feu la mère de Madame de Georges Feydeau, avec Muriel Robin, Pierre Richard et Darry Cowl, théâtre Édouard-VII
- 1994 : Drôle de couple de Neil Simon, avec Clémentine Célarié et Marie-Anne Chazel, théâtre des Bouffes-Parisiens
- 1995 : La Musica deuxième de Marguerite Duras, avec Fanny Ardant et Niels Arestrup, théâtre de la Gaîté-Montparnasse
- 1996 : Variations énigmatiques d'Éric-Emmanuel Schmitt, avec Alain Delon et Francis Huster, théâtre Marigny
- 1996 : La Puce à l'oreille de Georges Feydeau, avec Jean-Paul Belmondo et Cristiana Reali, théâtre des Variétés
- 1996 : La Terrasse de Jean-Claude Carrière, avec Jean-Pierre Marielle, Anne Brochet et Jean-Pierre Darroussin, théâtre Antoine
- 1996 : Le Libertin d'Éric-Emmanuel Schmitt, avec Bernard Giraudeau et Christiane Cohendy, théâtre Montparnasse
- 1997 : Les Côtelettes de Bertrand Blier, avec Philippe Noiret et Michel Bouquet, théâtre de la Porte-Saint-Martin
- 1997 : Le Mari, la Femme et l'Amant de Sacha Guitry, avec Pierre Arditi, Évelyne Bouix et Bernard Murat, théâtre des Variétés
- 1997 : Souvenirs avec piscine de Terrence McNally, avec Élisabeth Depardieu, Tanya Lopert et Martin Lamotte, théâtre de l'Atelier
- 1998 : Frédérick ou le boulevard du crime d'Éric-Emmanuel Schmitt, avec Jean-Paul Belmondo, théâtre Marigny
- 1998 : Délicate Balance d'Edward Albee, avec Henri Garcin, Geneviève Page et Geneviève Fontanel, théâtre Antoine
- 1998 : Duo pour violon seul de Tom Kepimsky, avec Francis Huster et Cristiana Réali, théâtre des Variétés
- 1998 : Skylight de David Hare, théâtre de la Gaîté-Montparnasse
- 1999 : Le Nouveau Testament de Sacha Guitry, avec Jean-Pierre Marielle, théâtre des Variétés
- 1999 : La Chambre bleue de David Hare adapté par Michel Blanc, avec Daniel Auteuil et Marianne Denicourt, théâtre Antoine
- 1999 : Fernando Krapp m'a écrit cette lettre de Tankred Dorst adapté par Bernard Lortholary, avec Emmanuelle Seigner et Niels Arestrup, théâtre Montparnasse
- 2001 : Joyeuses Pâques de Jean Poiret, avec Pierre Arditi, Caroline Silhol et Barbara Schulz, théâtre des Variétés
- 2001 : Emmy's view de David Hare, avec Judith Magre et Évelyne Bouix, théâtre Hébertot
- 2003 : À chacun sa vérité de Luigi Pirandello adapté par Huguette Hatem, avec Gérard Desarthe, Niels Arestrup et Gisèle Casadesus, théâtre Antoine
- 2003 : Devinez qui ? (Dix petits nègres) d'Agatha Christie, avec Jean-Pierre Bouvier et Alice Taglioni, théâtre du Palais-Royal
- 2003 : La Preuve de David Auburn adapté par Jean-Claude Carrière, avec Anouk Grinberg (puis Elsa Zylberstein), Rufus (puis Michel Aumont), Anne Consigny et Michaël Cohen, théâtre des Mathurins
- 2003 : La Parisienne d'Henry Becque, avec Caroline Silhol et Patrice Kerbrat, théâtre des Mathurins
- 2004 : Traits d'union de Murielle Magellan, avec Caroline Silhol, François Marthouret, Stéphane Hillel et Charlotte Kady, théâtre des Mathurins
- 2005 : Une heure et demie de retard de Gérald Sibleyras, avec Évelyne Buyle et Patrick Chesnais, théâtre des Mathurins
- 2007 : La Mémoire de l'eau de Shelach Stephenson, avec Valérie Benguigui, Florence Pernel et Charlotte Valandrey, théâtre de Paris
- 2019 : Compromis de Philippe Claudel, avec Pierre Arditi, Michel Leeb et Stéphane Pezerat, théâtre des Nouveautés

#### Au théâtre Édouard-VII
Sous sa direction.
- 2001 : La Jalousie de Sacha Guitry, avec Michel Piccoli, Anne Brochet et Stéphane Freiss
- 2002 : Sarah de John Murrell adapté par Éric-Emmanuel Schmitt, avec Robert Hirsch et Fanny Ardant puis Anny Duperey
- 2003 : Petits crimes conjugaux d'Éric-Emmanuel Schmitt, avec Charlotte Rampling[8] et Bernard Giraudeau
- 2004 : Lunes de miel de Noël Coward adapté par Éric-Emmanuel Schmitt, avec Pierre Arditi, Évelyne Bouix et Sonia Vollereaux
- 2005 : Amitiés sincères de François Prévôt-Leygonie et Stephan Archinard, avec Michel Leeb, Bernard Murat et Élisa Servier
- 2006 : Deux sur la balançoire de William Gibson adapté par Jean-Loup Dabadie, avec Jean Dujardin[8] et Alexandra Lamy
- 2006 : Le Vieux Juif blonde d'Amanda Sthers, avec Fanny Valette[8]
- 2006 : Les Grandes Occasions de Bernard Slade adapté par Danièle Thompson, avec Jean Reno et Clémentine Célarié
- 2007 : L'Idée fixe de Paul Valéry avec Pierre Arditi et Bernard Murat
- 2007 : Un type dans le genre de Napoléon, 4 pièces en un acte de Sacha Guitry avec Martin Lamotte et Florence Pernel
- 2007 : Mon père avait raison de Sacha Guitry avec Claude et Alexandre Brasseur
- 2007 : Faisons un rêve de Sacha Guitry avec Pierre Arditi, Michèle Laroque et François Berléand
- 2008 : Tailleur pour dames de Georges Feydeau adapté par Jean Poiret, avec Pierre Arditi, Emmanuelle Devos, François Berléand, Marie-Anne Chazel et Marthe Villalonga
- 2008 : Faisons un rêve de Sacha Guitry, avec Pierre Arditi, Clotilde Courau, Martin Lamotte et Yves Le Moign'
- 2009 : L'Éloignement de Loleh Bellon avec Carole Bouquet, Pierre Arditi et Bernard Murat[9]
- 2009 : Sentiments provisoires de Gérald Aubert avec Pierre Arditi, Sylvie Testud et François Berléand
- 2010 : Audition de Jean-Claude Carrière, avec Jean-Pierre Marielle, Audrey Dana, Manu Payet[8] et Roger Dumas
- 2010 : Le Prénom de Matthieu Delaporte et Alexandre de La Patellière, avec Patrick Bruel, Valérie Benguigui et Jean-Michel Dupuis
- 2011 : Le Paradis sur terre de Tennessee Williams, avec Johnny Hallyday, Audrey Dana et Julien Cottereau
- 2011 : Quadrille de Sacha Guitry, avec François Berléand, Florence Pernel, Pascale Arbillot et François Vincentelli
- 2012 : Le Dindon de Georges Feydeau
- 2012 : Comme s'il en pleuvait de Sébastien Thiéry
- 2013 : Nina d'André Roussin
- 2014 : La Porte à côté de Fabrice Roger-Lacan, avec Édouard Baer et Emmanuelle Devos
- 2014 : Un dîner d'adieu de Matthieu Delaporte et Alexandre de La Patellière[10]
- 2015 : Le Mensonge de Florian Zeller
- 2016 : Du vent dans les branches de Sassafras de René de Obaldia
- 2016 : Tout ce que vous voulez de Matthieu Delaporte et Alexandre de La Patellière
- 2017 : La Récompense de Gérald Sibleyras[2]
- 2017 : La Vraie vie de Fabrice Roger-Lacan
- 2018 : Quelque part dans cette vie de Israël Horovitz
- 2018 : Le Prénom de Matthieu Delaporte et Alexandre de La Patellière, avec Florent Peyre, Jonathan Lambert, Marie-Julie Baup, Sébastien Castro et Lilou Fogli[11]
- 2019 : Encore un instant de Fabrice Roger-Lacan
- 2020 : Par le bout du nez de Matthieu Delaporte et Alexandre de La Patellière, théâtre Antoine

## Filmographie

### Acteur

#### Cinéma
- 1960 : La Menace : Jean-Louis
- 1963 : L'Année du bac : Mic
- 1964 : La Chasse à l'homme (non crédité)
- 1964 : La Ronde de Roger Vadim
- 1969 : Bye bye, Barbara de Michel Deville : l'inspecteur dactylo
- 1974 : Les Yeux fermés : un agent commercial
- 1980 : Certaines nouvelles : l'homme dans la fête
- 2005 : Le Courage d'aimer
- 2012 : Le Prénom de Matthieu Delaporte et Alexandre de La Patellière : l'obstétricien
- 2021 : Rose de Aurélie Saada : Philippe
- 2022 : Adieu Paris d'Édouard Baer : Pierre-Henry

#### Télévision
- 1961-1962 : Le Temps des copains, feuilleton de Jean Canolle : Murat
- 1964 : Bayard
- 1964-1968 : Les Hauts de Hurlevent : Hareton
- 1965 : La Famille Green, téléfilm d'Abder Isker : Harvey
- 1980 : Grand peur et misère du Troisième Reich - théâtre filmé
- 1980 : Vernissage : Michael - théâtre filmé
- 1982 : Une voix la nuit : Jean Masson
- 1982 : L'Ours en peluche
- 1983 : Lily Lamont : Joe Berstein - théâtre filmé
- 2009 : L'Éloignement : Michel - théâtre filmé, également metteur en scène
- 2023 : Bardot (mini série) de Christopher Thompson et Danièle Thompson : Léon Mucel

### Réalisateur

#### Cinéma
- 1996 : Désiré, d'après la pièce de Sacha Guitry
- 2007 : La Mémoire de l'eau, d'après la pièce de Shelagh Stephenson

#### Télévision
- 1990 : Charmante Soirée ou Les gens ne sont pas tous forcément ignobles de Alan Ayckbourn, adapté par Bernard Murat et Christian Clavier - théâtre filmé
- 2000 : Fernando Krapp m'a écrit cette lettre de Tankred Dorst, adapté par Bernard Lortholary - théâtre filmé
- 2000 : Joyeuses Pâques de Jean Poiret - théâtre filmé
- 2003 : Sarah de John Murrell, adapté par Éric-Emmanuel Schmitt - théâtre filmé
- 2004 : Le Nouveau Testament de Sacha Guitry - théâtre filmé
- 2006 : Les Grandes Occasions de Bernard Slade, adapté par Danièle Thompson - théâtre filmé
- 2007 : Faisons un rêve de Sacha Guitry - théâtre filmé
- 2008 : Tailleur pour dames de Georges Feydeau adapté par Jean Poiret - théâtre filmé

### Scénariste
- 1994 : La Vengeance d'une blonde de Jeannot Szwarc, scénario de Bernard Murat et Marie-Anne Chazel

## Doublage
Les dates en italique correspondent à la sortie initiale des films auxquels Bernard Murat a participé au redoublage.

### Cinéma

#### Films
Les dates indiquées ci-dessous correspondent aux dates de sorties nationales mais pas forcément aux dates de sorties en France.
- Woody Allen dans :
  - Lily la tigresse (1966) : le narrateur
  - Bananas (1971) : Fielding Mellish
  - Tout ce que vous avez toujours voulu savoir sur le sexe sans jamais oser le demander (1972) : Victor / Fabrizio / le bouffon / le spermatozoïde
  - Woody et les Robots (1973) : Miles Munroe
  - Guerre et Amour (1975) : Boris Grushenko
  - Le Prête-nom (1976) : Howard Prince
  - Annie Hall (1977) : Alvy Singer
  - Manhattan (1979) : Isaac Davies
  - Stardust Memories (1980) : Sandy Battes
  - Comédie érotique d'une nuit d'été (1982) : Andrew
  - Zelig (1983) : Leonard Zelig
  - Broadway Danny Rose (1984) : Danny Rose
  - Hannah et ses sœurs (1986) : Mickey Sachs
  - New York Stories (1989) : Sheldon
  - Crimes et Délits (1989) : Cliff Stern
  - Scènes de ménage dans un centre commercial (1991) : Nick Fifer
  - Ombres et Brouillard (1991) : Kleinman
  - Maris et Femmes (1992) : Gabe Roth
  - Meurtre mystérieux à Manhattan (1993) : Larry Lipton

- Ryan O'Neal dans :
  - Love Story (1970) : Oliver Barrett IV
  - Deux Hommes dans l'Ouest (1971) : Frank Post
  - On s'fait la valise, Doc ? (1972) : le Dr Howard « Steve » Bannister
  - Le Voleur qui vient dîner (1973) : Webster McGee
  - La Barbe à papa (1973) : Moses Pray
  - Barry Lyndon (1975) : Redmond Barry / Barry Lyndon
  - Un pont trop loin (1977) : le brigadier-général James M. Gavin
  - Driver (1978) : Le conducteur
  - Oliver's Story (1978) : Oliver Barrett IV
  - Tendre Combat (1979) : Eddie « Kid Natural » Scanlon
  - Les Fesses à l'air (1981) : Bobby Fine
  - Partners (1982) : le sergent Benson

- Al Pacino dans :
  - Le Parrain 2 (1974) : Don Michael Corleone (1er doublage)
  - Un après-midi de chien (1975) : Sonny Wortzik
  - Bobby Deerfield (1977) : Bobby Deerfield
  - Justice pour tous (1979) : Arthur Kirkland
  - La Chasse (1980) : Steve Burns
  - Avec les compliments de l'auteur (1982) : Ivan Travalian
  - Mélodie pour un meurtre (1989) : Frank Keller
  - Frankie et Johnny (1991) : Johnny
  - Le Temps d'un week-end (1992) : Frank Slade
  - Glengarry (1992) : Richard Roma

- Richard Dreyfuss dans :
  - American Graffiti (1973) : Curt Henderson
  - Les Dents de la mer (1975) : Matt Hooper (1er doublage)
  - Inserts (1975) : Boy Wonder
  - Rencontres du troisième type (1977) : Roy Neary (1er doublage)
  - Adieu, je reste (1977) : Elliot Garfield
  - C'est ma vie, après tout ! (1981) : Ken Harrison
  - Le Clochard de Beverly Hills (1986) : David « Dave » Whiteman
  - Étroite Surveillance (1987) : Chris Lecce
  - Cinglée (1987) : l'avocat Aaron Levinsky
  - Les Filous (1987) : Bill « BB » Babowsky

- Bruce Lee dans :
  - La Valse des truands (1969) : Winslow Wong
  - La Fureur du dragon (1972) : Tang Lung (1er doublage)
  - Opération Dragon (1973) : Lee
  - Le Retour du dragon[12] (1974) : Kato
  - Le Jeu de la mort (1978) : Billy Lo (interprété en alternance avec Kim Tai Chung) (1er doublage)

- Malcolm McDowell dans :
  - Deux hommes en fuite (1970) : Ansell
  - Le Tigre du ciel (1976) : Le major John Gresham
  - Caligula (1979) : Caligula
  - C'était demain (1979) : H. G. Wells
  - Britannia Hospital (1982) : Mick Travis

- Michael York dans :
  - Les Trois Mousquetaires (1973) : D'Artagnan
  - On l'appelait Milady (1974) : D'Artagnan
  - Le Crime de l'Orient-Express (1974) : Le comte Rudolph Andrenyi
  - Fedora (1978) : Lui-même

- Timothy Dalton dans :
  - Le Lion en hiver (1968) : le roi Philippe Auguste
  - Cromwell (1970) : Prince Rupert du Rhin
  - Flash Gordon (1980) : Prince Barin

- David Hemmings dans :
  - Le Club des libertins (1969) : Benjamin Oakes / Walter Leybourne
  - Terreur sur le Britannic (1974) : Charlie Braddock
  - Le Jeu de la puissance (1978) : colonel Anthony Narriman

- Robert Redford dans :
  - L'Arnaque (1973) : Johnny Hooker
  - La Kermesse des aigles (1975) : Waldo Pepper
  - Le Cavalier électrique (1979) : Sonny Steele

- John Savage dans :
  - Voyage au bout de l'enfer (1979) : Steven Pushkov
  - Rendez-vous chez Max's (1980) : Roary
  - L'Homme de Prague (1981) : Charles Heller

- Martin Sheen dans :
  - Loophole (1981) : Stephen Booker
  - Gandhi (1982) : Vince Walker
  - Un homme, une femme, un enfant (1983) : Robert Beckwith

- Bill Murray dans :
  - SOS Fantômes (1984) : Dr Peter Venkman
  - La Petite Boutique des horreurs (1986) : Arthur Denton
  - SOS Fantômes 2 (1989) : Dr Peter Venkman

- Helmut Berger dans :
  - Les Damnés (1969) : Martin Von Essenbeck
  - La Grande Bataille (1978) : le lieutenant Kurt Zimmer

- Andrew Prine dans :
  - Chisum (1970) : Alexander « Alex » McSween
  - Le Couloir de la mort (1978) : Pr Raymond Guy

- Art Garfunkel dans :
  - Catch 22 (1970) : le capitaine Nately
  - Enquête sur une passion (1980) : Alex Linden

- William Atherton dans :
  - Sugarland Express (1974) : Clovis Michael Poplin
  - L'Odyssée du Hindenburg (1975) : Boerth

- Beau Bridges dans :
  - Le Pirate des Caraïbes (1976) : Major Folly
  - Un tueur dans la foule (1976) : Mike Ramsay

- Michael Douglas dans :
  - Morts suspectes (1978) : Dr Mark Bellows
  - Le Vainqueur (1980) : Michael Andropolis

- Frederic Forrest dans :
  - Les monstres sont toujours vivants (1978) : Eugene Scott
  - Hammett (1982) : Dashiell Hammett

- Bradford Dillman dans :
  - Guyana, la secte de l'enfer (1980) : Dr Gary Shaw
  - Les Seigneurs des abîmes (1989) : Dobler

- Klaus Maria Brandauer dans :
  - Out of Africa (1985) : Baron Bror von Blixen-Finecke / Hans von Blixen-Finecke
  - La Révolution française (1989) : Danton

- 1935 : Bons pour le service : Allan Douglas (William Janney)
- 1937 : Rue sans issue : Dave Connell (Joel McCrea)
- 1943 : Voyage au pays de la peur : Howard Graham (Joseph Cotten)
- 1967 : Le Retour des anges de l'enfer : Poet (Jack Nicholson)
- 1967 : Les Trois Fantastiques Supermen : Nick (Aldo Canti)
- 1968 : 2001, l'Odyssée de l'espace : Dr Frank Poole (Gary Lockwood)
- 1968 : Cinq cartes à abattre : Nick Evers (Roddy McDowall)
- 1968 : Quand les aigles attaquent : Sergent Harrod (Brook Williams)
- 1968 : Le Grand Frisson : Greg Nolan (Elvis Presley)
- 1968[13] : Le Jour le plus long du Japon : Jirō Shiizaki (Tadao Nakamaru)
- 1969 : Cent dollars pour un shérif : M. Laboeuf (Glen Campbell)
- 1969 : Un Beatle au paradis : Jeremy Grand (Ringo Starr)
- 1969 : L'Homme tatoué : Willie (Robert Drivas)
- 1969 : Le Piège à pédales : Danny Devlin (Kevin Coughlin)
- 1970 : Le Miroir aux espions : Friedrich Wilhelm Leiser (Christopher Jones)
- 1970 : Les Inconnus de Malte : Tom Jones (Tony Bonner)
- 1970 : Une fille dans ma soupe : Jimmy (Nicky Henson)
- 1970 : La Vallée des plaisirs : Harris Allsworth (David Gurian)
- 1971 : Big Jake : James McCandles (Patrick Wayne)
- 1971 : Quand siffle la dernière balle : Bobby Jay Jones (Robert F. Lyons)
- 1971 : La Maison qui tue : M. Talmadge (Richard Coe)
- 1971 : L'Hôpital : Dr Brubaker (Robert Walden)
- 1971 : Quatre Mouches de velours gris : Roberto Tobias (Michael Brandon)
- 1971 : Le Chat à neuf queues : Dr Casoni (Aldo Reggiani)
- 1971 : Le Mystère Andromède : l'opérateur des bras mécaniques (Michael Pataki)
- 1971 : Charlie et la Chocolaterie : M. Hoffstedder[Qui ?] (1er doublage)
- 1971 : L'Assassinat de Trotsky : Otto (Peter Chatel)
- 1971 : Le Décaméron : l'amant de Peronella[Qui ?]
- 1972 : Le Grand Duel : Philip Wermeer (Peter O'Brien)
- 1972 : Dracula 73 : John Alucard (Christopher Neame)
- 1972 : Abattoir 5 : Robert Pilgrim (Perry King)
- 1972 : Les Griffes du lion : Winston Churchill (Simon Ward)
- 1972 : Pas vu, pas pris : Richard Schuyler (Michael McGreevey)
- 1972 : Gunn la gâchette : Mel (Chuck Daniel)
- 1972 : Viol en première page : Mario Boni (Corrado Solari)
- 1973 : Le Cercle noir : Lionel Henry Jumper (Jack Colvin)
- 1973 : Serpico : Potts (Joseph Bova)
- 1973 : Scorpio : Paul Milney (Jack Colvin)
- 1973[14] : Combat sans code d'honneur : Hiroshi Wakasugi (Tatsuo Umemiya)
- 1973 : Un flic hors-la-loi : Ferdinando « O'Barone » Scarano (Angelo Infanti)
- 1973 : Pat Garrett et Billy le Kid : Billy le Kid (Kris Kristofferson)
- 1973 : Te Deum : Te Deum Manure (Giancarlo Prete)
- 1974 : Les Mains dans les poches : Butchey Weinstein (Henry Winkler)
- 1974 : Le Dossier Odessa : Peter Miller (Jon Voight)
- 1974 : Le Flambeur : Axel Reed (James Caan)
- 1974 : Du sang dans la poussière : Lee Richter (Gary Grimes)
- 1974 : Tremblement de terre : Ralph (Lionel Johnston)
- 1974 : Un nouvel amour de coccinelle : Willoughby Whitfield (Ken Berry)
- 1974 : La Rançon de la peur : Giulio Sacchi (Tomás Milián)
- 1974 : La Grande Casse : Maindrian Pace / Vicinski (H. B. Halicki)
- 1974 : Les Durs : le mécanicien (Hans Jungbluth)
- 1975 : La Course à la mort de l'an 2000 : « Mitraillette Joe » Viterbo (Sylvester Stallone)
- 1975 : Le Veinard : lieutenant Davis (Michael Shannon)
- 1975 : Lisztomania : Richard Wagner (Paul Nicholas)
- 1975 : L'Évadé : Harve (Alan Vint)
- 1976 : Taxi Driver : Tom (Albert Brooks)
- 1976 : Les Hommes du président : Donald Segretti (Robert Walden)
- 1976 : La Rose et la Flèche : sir Ranulf de Pudsey (Kenneth Haigh)
- 1976 : L'inspecteur ne renonce jamais : Père John (M. G. Kelly)
- 1976 : Police Python 357 : Ménard (Mathieu Carrière)
- 1976 : La Bataille de Midway : [Qui ?]
- 1976 : Les Rescapés du futur : Chuck Browning (Peter Fonda)
- 1976 : Portrait de groupe avec dame : Heinrich Gruyten (Vitus Zeplichal)
- 1976 : Keoma : Lenny Shannon (Antonio Marsina)
- 1976 : Le Dernier Nabab : Wylie (Peter Strauss)
- 1976 : Cadavres exquis : Galano (Paolo Graziosi)
- 1976 : Soudain... les monstres : Thomas (Tom Stovall)
- 1976 : Cœur de verre : le propriétaire de la verrerie (Stefan Güttler)
- 1977 : Les Duellistes : Armand D'Hubert (Keith Carradine)
- 1977 : Enfer mécanique : John Morris (John Rubinstein)
- 1977 : Un taxi mauve : Jerry Keen (Edward Albert)
- 1977 : Galactica : La Bataille de l'espace : capitaine Apollo (Richard Hatch)
- 1977 : Le Message : Jaafar (Neville Jason)
- 1977 : Le Tournant de la vie : Arnold (Daniel Levins)
- 1977 : New York, New York : Eddie Di Muzio (Frank Sivero)
- 1978 : Grease : Kenickie (Jeff Conaway)
- 1978 : La Grande Menace : sergent Duff (Michael Byrne) (1er doublage)
- 1978 : Intérieurs : Mike (Sam Waterston)
- 1978 : Les 39 Marches : Richard Hannay (Robert Powell)
- 1978 : Les Évadés de l'espace : Aaron (Philip Casnoff)
- 1978 : Damien : La Malédiction 2 : Paul Ruher (Robert Foxworth)
- 1978 : Un mariage : le révérend David Ruteledge (Gerald Busby)
- 1978 : American College : Doug Neidermeyer (Mark Metcalf)
- 1979 : Alien, le huitième passager : Kane (John Hurt)
- 1979 : The Rose : le présentateur du cabaret (Michael Greer)
- 1979 : Meteor : Tom Easton (John Findlater)
- 1979 : Les Joyeux Débuts de Butch Cassidy et le Kid : Butch Cassidy / Robert Leroy Parker (Tom Berenger)
- 1979 : De l'or au bout de la piste : le Dr Walton (Nicolas Coster)
- 1979 : Tueurs de flics : l'inspecteur Ian Campbell (Ted Danson)
- 1979 : Violences sur la ville : le professeur de sciences (Gary Tessler)
- 1980 : Captain Avenger (en) : Steve Nichols (John Ritter)
- 1980 : Brubaker : Eddie Caldwell (Everett McGill)
- 1980 : La Malédiction de la vallée des rois : Dr Richter (Ian McDiarmid)
- 1980 : Ça va cogner : Patrick Scarfe (Michael Cavanaugh)
- 1980 : Nightkill : Steve Fulton (James Franciscus)
- 1980 : Carny : Patch (Robbie Robertson)
- 1980 : Le Droit de tuer : John Eastland (Robert Ginty)
- 1981 : Bandits, bandits : le directeur du théâtre (Charles McKeown)
- 1981 : Looker : Dr Larry Roberts (Albert Finney)
- 1981 : Halloween 2 : Budd (Leo Rossi)
- 1981 : Blow Out : détective Mackey (John Aquino)
- 1981 : Le Choc des Titans : Persée (Harry Hamlin)
- 1981 : Wolfen : Ferguson (Tom Noonan)
- 1981 : Ragtime : Harry K. Thaw (Robert Joy)
- 1981 : Téhéran 43 : Andrei Borodin (Igor Kostolevski)
- 1981 : Le facteur sonne toujours deux fois : le policier motard (Joe Van Ness)
- 1982 : Le Verdict : Kevin Doughney (James Handy)
- 1982 : La Féline : Oliver Yates (John Heard)
- 1982 : Grease 2 : Johnny Nogerelli (Adrian Zmed)
- 1982 : Attack Force Z : le capitaine Paul Kelly (Mel Gibson)
- 1983 : Dead Zone : Clement Dardis (Peter Dvorský)
- 1983 : Cujo : Vic Trenton (Daniel Hugh Kelly)
- 1983 : La Nuit des juges : Stanley Flowers (Otis Day)
- 1983 : Star Wars, épisode VI : Le Retour du Jedi : Moff Jerjerrod (Michael Pennington)
- 1983 : Mister Mom : Ron (Martin Mull)
- 1983 : L'Exécuteur de Hong Kong : Josh Randall (Chuck Norris)
- 1983 : Vigilante : Eddie Marino (Robert Forster)
- 1983 : Le Trésor des quatre couronnes : Edmond (Gene Quintano)
- 1984 : Les Aventures de Buckaroo Banzaï à travers la 8e dimension : lord John Whorfin / Dr Emilio Lizardo (John Lithgow)
- 1984 : Voleur de désirs : Ray Davis (John Getz)
- 1985 : Vampire, vous avez dit vampire ? : Jerry Dandrige (Chris Sarandon)
- 1985 : Série noire pour une nuit blanche : Ed Okin (Jeff Goldblum)
- 1985 : Le Dernier Dragon : le chauffeur de Taxi (Robert Silver)
- 1986 : Gung Ho, du saké dans le moteur : Hunt Stevenson (Michael Keaton)
- 1986 : Le Sixième Sens : Will Graham (William L. Petersen)
- 1988 : Calme blanc : John Ingram (Sam Neill)

#### Animation
- 1968 : Yellow Submarine[n 1] : Paul
- 1998 : Fourmiz[n 2] : Z

### Télévision

#### Séries télévisées
- Randy Boone dans :
  - Le Virginien (1962 - 1971) : Randy Benton (2e voix)
  - Cimarron (1967 - 1968) : Francis Wilde
- 1966 - 1967 : Le Frelon vert : Kato (Bruce Lee) (1re voix)
- 1973 - 1974 : Le magicien : Anthony Blake (Bill Bixby)
- 1974 - 1984 : Happy Days : Arthur « Fonzie » Fonzarelli (Henry Winkler) (doublage partagé avec Michel Mella)
- 1976 - 1978 : Les Têtes brûlées : USMC Lieutenant Donald « Don » French (Jeff MacKay) (doublage en alternance avec François Leccia)
- 1977 : Jésus de Nazareth : Jésus de Nazareth (Robert Powell)
- 1978 : Holocauste : Josef Weiss (Fritz Weaver)
- 1978 - 1979 : Colorado : Levi Zendt (Gregory Harrison) (sauf dernier épisode doublé par Philippe Ogouz)
- 1980 : Le Muppet Show épisode 417 : Luke Skywalker (Mark Hamill)

#### Séries animées
- 1969 - 1970 : Scooby-Doo où est-tu ? : Fred (1re voix)
- 1986 - 1991 : SOS Fantômes : Dr Peter Venkman

#### Téléfilms
- 1972 : Un pigeon mort dans Beethovenstrasse : Charlie Umlaut (Eric P. Caspar) et le directeur de l'hôtel au téléphone[Qui ?]
- 1973 : Frankenstein: The True Story : Dr Victor Frankenstein (Leonard Whiting)
- 1977 : Raid sur Entebbe : Wilfred Bœse (Horst Buchholz)
- 1981 : Le Bunker : Rochus Misch (Michael Kitchen)
- 1981 : Jacqueline Bouvier Kennedy : John Fitzgerald Kennedy (James Franciscus)
- 1982 : Le Survivant des glaces : Victor Herman (John Savage)
- 1986 : L'Épée de Gédéon : Robert (Michael York)

### Direction artistique
- 1985 : Target

## Distinctions

### Décoration
- Officier de la Légion d'honneur : Il est élevé le 31 décembre 2014

,.

### Récompenses
- Molières 2011 : nomination au Molière du metteur en scène pour Le Prénom
- En 2014, il a été nommé aux Globes de Cristal dans la catégorie Meilleure Pièce de Théâtre pour Nina.